# Chiesa di Santa Maria della Castagna
La chiesa di Santa Maria della Castagna è un luogo di culto cattolico situato nel quartiere di Quarto dei Mille, in via Romana della Castagna, nel comune di Genova nella città metropolitana di Genova. La chiesa è sede della parrocchia omonima del vicariato di Quarto dell'arcidiocesi di Genova.

## Storia e descrizione

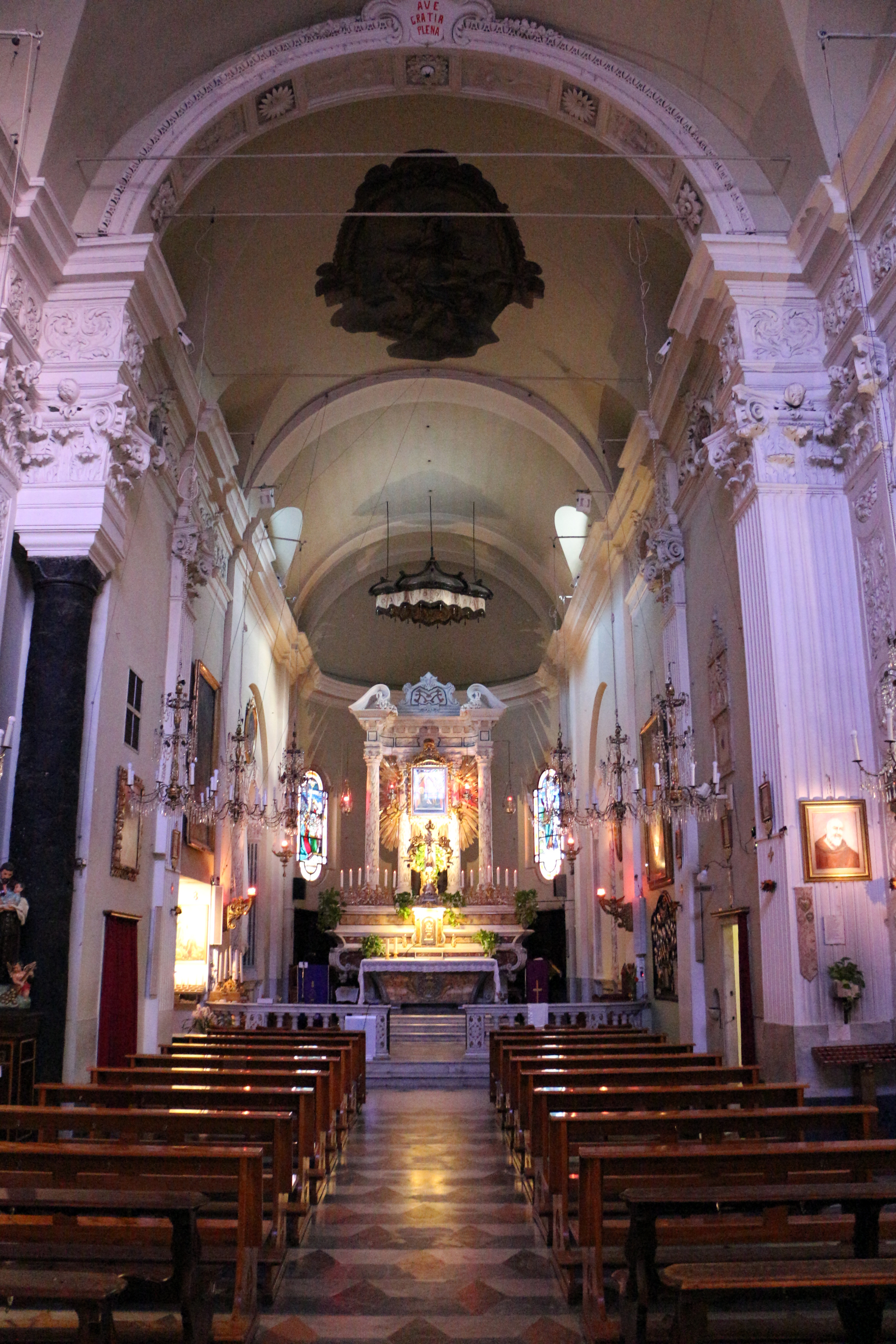
L'interno

Ubicata lungo l'antico percorso d'epoca romana, la chiesa venne edificata nel corso del medioevo, in stile romanico, così come attesterebbe la prima citazione risalente al 1136. Tracce degli elementi architettonici del primo impianto medievale è una colonna visibile all'interno dell'edificio.
Appartenente al vicariato di Nervi, la comunità religiosa dipendeva direttamente dalla cattedrale di San Lorenzo tanto che periodicamente metà delle offerte dei fedeli e per l'acquisto della cera per le candele venivano girate ai canonici della chiesa metropolita, non senza resistenze.
Solamente nel 1771 la parrocchia di Santa Maria della Castagna venne dichiarata indipendente e affidata, dal 1968, ai monaci benedettini.
Presso la chiesa sostò, come prigioniero di Napoleone Bonaparte, papa Pio VII nel 1809 che nell'occasione concesse il privilegio dell'indulgenza plenaria quotidiana in perpetuo.
Nel corso della prima metà del XVII secolo l'edificio subì una radicale trasformazione architettonica e artistica, con ulteriori modifiche in epoche successive.
Al suo interno si conserva un'icona raffigurante la Madonna delle Grazie, opera del 1424 di Andrea d'Aste, proveniente dal soppresso convento del Chiappeto in epoca napoleonica. Di Luca Cambiaso è la pala San Rocco tra i santi Sebastiano ed Erasmo, datata al 1550 e proveniente dal demolito oratorio di San Rocco di Priaruggia (poi ricostruito, nell'Ottocento, accanto alla parrocchiale).